# Stöð 2 Gull
Stöð 2 Gull est une chaîne de télévision thématique islandaise dédiée aux anciennes séries (comme Arabesque).